# AHA Foundation
De AHA Foundation is een non-profitorganisatie voor de bescherming en verdediging van vrouwenrechten.
De stichting werd in 2007 opgericht door Ayaan Hirsi Ali en is gevestigd in New York. Hoewel oorspronkelijk opgericht om islamitische dissidenten te ondersteunen, werd de reikwijdte van de organisatie in september 2008 verruimd om zich te concentreren op vrouwenrechten.
Het doel van de AHA Foundation is het bestrijden van misdaden tegen vrouwen en meisjes, zoals gedwongen huwelijken, genitale verminking en eerwraak. AHA is ook actief om de positie van vrouwen en meisjes wereldwijd te verheffen, zodat ze vrede en welvaart kunnen creëren voor zichzelf, hun gemeenschappen en de wereld. De belangrijkste activiteiten omvatten onderwijs, hulpverlening en juridische belangenbehartiging.
Ayaan Hirsi Ali schreef: "Ik richtte de AHA Foundation op als overlevende van eergerelateerd geweld, met inbegrip van genitale verminking en een "gearrangeerd" huwelijk. Mijn drijfveer daarvoor was eenvoudig: om meisjes in soortgelijke situaties te helpen in het land waar ik mijn thuis had gemaakt. Ik realiseerde mij al snel dat het grootste obstakel voor het verstrekken van effectieve hulp de weigering was van de meeste Amerikanen om gewoon te accepteren dat eerwraak hier überhaupt voorkomt."
De AHA Foundation werkt aan de bescherming van fundamentele rechten en vrijheden van vrouwen en meisjes, met inbegrip van de veiligheid van, en de controle over, hun eigen lichaam, het vergroten van opleidingsmogelijkheden, de mogelijkheid om buitenshuis te werken en de controle over het eigen inkomen, de vrijheid van meningsuiting en vereniging en de talloze andere fundamentele burgerrechten, die volgens de wetten van westerse democratieën en in de Universele Verklaring van de Rechten van de Mens zijn gedefinieerd. De stichting is tegen de invoering van dubbele juridische systemen voor familiegeschillen in religieuze families en ondersteunt de scheiding van religie en staat.
AHA heeft vier primaire middelen om de rechten van vrouwen en meisjes te beschermen en te verdedigen tegen religieuze en culturele onderdrukking, te weten: onderzoeken, informeren, beïnvloeden en ingrijpen.